# Leto (film)
Pour les articles homonymes, voir L'Été.
Pour plus de détails, voir Fiche technique et Distribution.
Leto (en russe : Лето, litt. « L'Été ») est un drame russe de Kirill Serebrennikov sorti en 2018.
Le film s'inspire en partie de l'autobiographie de Natalia Naoumenko qui raconte son histoire avec le jeune Viktor Tsoï, et met donc en scène la culture rock underground de Léningrad au début des années 1980. Le film met ainsi en vedette la musique du groupe Kino et d'autres groupes rock soviétiques comme Zoopark. Le rôle de Viktor Tsoi est joué par l'acteur coréen Teo Yoo,.
Il est en sélection officielle au Festival de Cannes 2018, où il remporte le prix Cannes Soundtrack de la meilleure musique.

## Synopsis

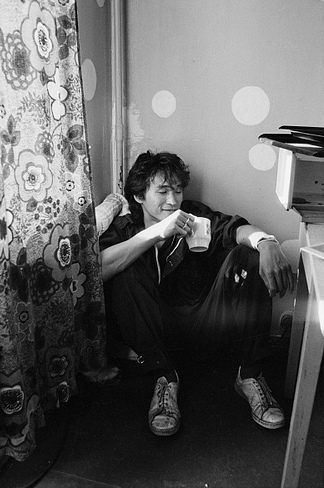
Victor Tsoi en 1986

Le sujet du film est constitué par des éléments peu connus de la biographie de Viktor Tsoï et se déroule à partir de l'été 1981 à Leningrad. La trame de l'intrigue est la rencontre et la relation du jeune Tsoi, âgé de dix-neuf ans, de Mike Naoumenko (du groupe Zoopark), qui a vingt-six ans, et de Natalia Naoumenko, l'épouse de Mike. Il raconte aussi la création de la salle de concert Leningrad Rock Club et l'enregistrement du premier album du groupe Kino intitulé 45.

## Fiche technique
- Titre original : Лето
- Titre français : Leto
- Réalisation : Kirill Serebrennikov
- Scénario : Mikhaïl Idov, Lili Idova et Mikhaïl Idov
- Photographie : Vladislav Opeliants
- Musique : Roman Bylik
- Décors : Andreï Penkratov
- Montage : Iouri Karikh
- Son : Boris Voït
- Producteurs : Mikhaïl Finoguenov, Mourad Osmann, Ilia Stewart, Charles-Evrard Tchekhoff, Pavel Bouria et Elisaveta Tchalenko
- Sociétés de production : Hype Films et Kinovista
- Sociétés de distribution : Sony (Russie), Condor Entertainment, Bac Films et Kinovista (France)
- Pays d'origine :  Russie
- Langues originales : russe et anglais
- Genre : drame
- Durée : 126 minutes
- Dates de sortie :
  - France : 9 mai 2018 (Festival de Cannes 2018) ; 5 décembre 2018 (sortie nationale)
  - Russie : 7 juin 2018

## Distribution
- Teo Yoo : Viktor Tsoi
- Roman Bilyk (crédité sous le nom de scène Roma Zver) : Mike Naoumenko
- Irina Starchenbaum : Natalia Naoumenko
- Alexandre Gortchiline : le Punk
- Filipp Avdeyev : Lionya
- Vassili Mikhailov : Icha
- Alexander Kuznetsov : le Sceptique
- Nikita Efremov : Bob
- Youlia Aoug : Anna Alexandrovna
- Lia Akhedzhakova : la propriétaire de l'appartement
- Anton Adasinsky : le propriétaire de l'appartement

## Production

### Genèse et développement
Le tournage du film a débuté en juillet 2017 à Saint-Pétersbourg, et le tournage s'est poursuivi jusqu'à fin août 2017. Malgré l'assignation à résidence du réalisateur durant la réalisation, cela ne l'a pas empêché de poursuivre cette production, sans violer les interdictions imposées par le tribunal, du fait qu'il pouvait travailler sur ordinateur. Plusieurs scènes techniquement inachevées ont été réalisées sur base de ses notes et des répétitions qui avaient précédés et s'est poursuivi jusqu'à fin août 2017.

### Tournage
Le film est tourné à Saint-Pétersbourg.

### Montage
Assigné à résidence, Kirill Serebrennikov a effectué le montage chez lui.

### Musique
Les chansons suivantes sont incluses dans le film :
- Psycho Killer des Talking Heads, repris par Alexandre Gortchiline.
- Perfect Day de Lou Reed, repris par Anton Sevidov et Yelena Koreneva.
- The Passenger d'Iggy Pop, repris par Anton Sevidov.
- All the Young Dudes de Mott the Hoople, repris par Shortparis
- Kontchitsya leto (Кончится лето, littéralement « L'été se terminera ») de Kino (générique de fin).

### Promotion
Le 2 février 2018 le magazine Variety publie les premières images du film,.
En mai 2018, l’équipe du film est présente au festival de Cannes, à l’exception du réalisateur, toujours retenu en Russie, et ce malgré des efforts diplomatiques. Lors de la projection du film, les acteurs et producteurs de Leto portent une pancarte avec son nom, des badges à son effigie, ou encore des t-shirts avec le message «#FreeKirill». Symboliquement, un siège à son nom est laissé vide pour la projection et la conférence de presse associée.

## Accueil

### Accueil critique
Peu après le reportage sur l'achèvement du film, le 15 février 2018, le musicien Boris Grebenchtchikov a critiqué le scénario du film (le film ne lui avait pas été montré) qui d'après lui est un « mensonge du début à la fin. Nous vivions autrement  (...) le scénario a été écrit par un homme d'une autre planète ».
À sa sortie en France, le site Allociné propose une moyenne de 4,4/5 à partir d'une sélection de critiques de presse.
Pour Mathieu Macheret du Monde, « Kirill Serebrennikov évoque avec une euphorie élégiaque la scène rock du Leningrad des années 1980. ».
Pour Jacques Morice de Télérama, « Planant, baroque, inventif, Leto nous fait ressentir et découvrir une nouvelle vague rock en train d'émerger. Un formidable courant d'énergie, d'ébullition créatrice qui porte avec lui les prémices d'un changement politique, malgré la chape de plomb toujours écrasante du régime. ».
Pour Didier Péron de Libération, « le film de Kirill Serebrennikov offre une formidable plongée dans l'univers rock de l'URSS des années 80, à travers la relation complexe de deux musiciens prisonniers du carcan soviétique en déclin. ».
Le film est classé no 9 du Top 10 2018 des Cahiers du Cinéma.

### Box-office
- France : 172 295 entrées [22]

## Distinctions

### Récompenses
- Festival de Cannes 2018 : Cannes Soundtrack de la meilleure musique.
- Festival international du film d'Amiens 2018 : Grand prix du jury[23].
- 31e cérémonie des prix du cinéma européen : Prix du cinéma européen du meilleur chef décorateur pour Andreï Penkratov[24].
- 32e cérémonie des Nika : Nika du meilleur réalisateur, du meilleur montage, du meilleur son et de la révélation[25].

### Sélections
- Festival de Cannes 2018 : sélection officielle[5],[6]
- Kinotavr 2018 : film d'ouverture[26].
- Festival international du film de Karlovy Vary 2018 : sélection en section Horizons.
- Festival international du film de Saint-Sébastien 2018 : sélection en section Perles.
- Arras Film Festival 2018 : sélection en section Visions de l'Est.
- Festival du cinéma russe à Honfleur 2018 : sélection en section Événements.